# Bazilika Marijinega obiskanja, Petrovče
Bazilika Marijinega obiskanja v Petrovčah je ena izmed sedmih bazilik v Sloveniji in ena izmed dveh v Škofiji Celje (druga je bazilika Lurške Matere Božje, Brestanica). Je tudi škofijsko romarsko središče Škofije Celje in župnijska cerkev Župnije Petrovče. Baziliko in župnijo od leta 1965 upravljajo dominikanci.
Prvotna cerkev naj bi tukaj stala že konec 14. stoletja. Zgradili naj bi jo celjski grofje. Bila je triladijska in gotsko obokana. Danes so od nje ostali predvsem zunanji oporniki prezbiterija in pa zvonik, ki ima sicer poznejšo baročno streho.
Cerkvi so današnjo baročno podobo dali baroni Miglio, sicer lastniki bližnjega dvorca Plumberk (predhodnik sedanjega dvorca Novo Celje). Posebno pročelje je zelo razgibano. Notranjščino je v glavnini poslikal beneški mojster Jakob Brollo (ladjo in stranske kapele), prezbiterij pa je ustvaril eden največjih mojstrov baročnega slikarstva Anton Lerchinger. Glavni baročni oltar je iz 18. stoletja, kjer izstopa v skupini kipov čudodelni lik Matere Božje. Okronana Mati Božja se smehlja in drži dete Jezusa v levi roki ter žezlo v desnici. Na upognjenem prstu desne roke se blesti prstan z dragim kamnom, ki ga omenja legenda. Ob njej sta v družbi angelov njena starša sveti Joahim in sveta Ana, z vrha oltarja pa jo obsevajo od Boga Očeta sijoči žarki. V stranski kapeli na levi strani se nahaja tako imenovani Plainerjev oltar iz leta 1605, ki je najstarejši slovenski renesančni oltar. Slika Marije z Jezusom, Janezom Krstnikom in angeli je verjetno delo italijanskega mojstra Andree del Sarta. Orgle je izdelal italijanski mojster Gaetano Callida leta 1796.
V prezbiteriju je na desni strani kovinska plošča, ki pripoveduje, da je baron Franc Miglio obljubil Mariji devištvo in ji v znak zaobljube nataknil prstan na prst desne roke. Marija pa je prst skrčila v znamenje, da zaobljubo sprejema. Daljša ljudska pesnitev je zgodbo ohranila v nekoliko drugačni obliki. Ko je baron veselo praznoval svojo zaroko z Marijo, so pridrveli Turki. Baron je šel v boj, v kateren je bil ranjen in ujet. Rešila ga je lepa Turkinja. Dekle se je dalo krstiti, baron pa je dosegel, da ga je papež odvezal od zaobljube. Zasnubil je mlado rešiteljico in prišel z njo v Petrovče. Ko je šel k Mariji po prstan, da bi ga dal zaročenki, je Marija skrčila prst, Miglio pa je od groze omedlel. Ko se je zavedel, se je nevesti odpovedal in ostal zvest svoji zaobljubi. Umrl je leta 1752, star 81 let, kot zadnji potomec svoje rodbine in je pokopan v cerkvi v grobnici pod prezbiterijem. V isti grobnici je pokopana tudi prva slovenska pesnica in dobrotnica petrovške cerkve Fanny Hausmann, ki je nekaj časa živela v novoceljskem dvorcu.
Cerkev je zaradi številnih uslišanj papež Janez Pavel II. 7. februarja 1984 povišal v baziliko.